# Капнографија
Капнографија јесте инвазивна метода праћење концентрације или парцијалног притиска угљен-диоксида  у респираторним гасовима. Развијена као алат за праћење ових параметара током анестезије и интензивне неге. Обично се представља као графикон угљен-диоксида (мерено у килопаскалима, "кПа" или милиметрима живе, "ммХг") у односу на време, или, ређе, али корисније, истекле запремине (познате као волуметријска капнографија).
Капнограм је директан монитор удахнуте и издахнуте концентрације или парцијалног притиска угљен-диоксифа и индиректни мониторинг парцијалног притиска угљен-диоксида у артеријској крви. Код здравих особа, разлика између артеријске крви и угљен-диоксида и парцијалног притиска истеклог угљен диоксида је веома мали (нормална разлика 4-5 ммХг). У присуству већине облика плућне болести и неких облика урођених срчаних обољења (цијанотичне лезије) повећава се разлика између артеријске крви и истеклих гасова што може бити индикација нове патологије или промене у кардиоваскуларно-вентилационом систему.

## Историја
Први уређај за капнографију конструисао је Џон Тиндал. Године 1865, ово је био први спектрофотометар који је мерио угљен-диоксид у издахнутом ваздух. Парцијални притисак угљен-диоксида у артеријској крви је показатељ равнотеже између производње и елиминације угљен-диоксида у организму, па се може рећи да представља индикатор метаболизма и кардиопулмоналне физиологије. Молекул угљен-диоксида сам за себе асиметричне природе снажно апсорбује светлост инфрацрвеног спектра. Захваљујући овоме апсорпције, може се измерити концентрација присутног угљен-диоксида. Поред капнографа који користите инфрацрвену апсорпциону спектроскопију, постоје уређаји који користе фотоакустику спектроскопије (додуше много ређе). 
Модерна ера капнографије почела је 1943. године када је Карл Фридрих Луфт конструисао први капнограф који је ушао у клиничку употребу. Од тада до данас овај облик мониторинга је у великој мери у употреби. То је обавезан део праћења свих пацијената током анестезије, као и механичке вентилације, а последњих година је препознат значај овог облика праћења код пацијената на спонтаном дисању у јединицама интензивне неге, као и током процедуралне седације.

## Намена
Капнографија је намењена да пружи:
- објективну слику вентилације плућа,

- бројчану вредност тидал угљен диоксида

- таласни облик дисања.

Капнографији је претходила пулсна оксиметрија (као мера оксигенације, за разлику од капнографија која је мера вентилације). 
Данас се користи и код интубираних и неинтубираних пацијената. Код интубираних пацијената капнографијом се проверава:
- адекватно постављену ендотрахеална цев,

- континуирано прати положај цеви,

- проверава успешност срчаних компресија током кардиопулмоналне реанимације,

- прати показатељ повратка спонтане циркулације

- врши мониторинг стања лоше перфузије.

Код неинтубираних пацијената служи као мера хипер и хиповентилације, за откривање апнеје и неадекватног дисања, као и за процену астме и хроничне опструктивне болести.
Оксигенација и капнографија, иако повезане метод, остају различити елементи у физиологији дисања. Вентилација се односи на механички процес у коме се плућа шире и размењују запремине гасова, док дисање описује размену гасова (углавном угљен-диоксида и кисеоника) на нивоу алвеола. Процес дисања се може поделити на две главне функције: елиминацију угљен-диоксида као отпада из ткива, чиме се обезбеђују услови за допуну ткива свежим кисоником. 
Оксигенација (обично мерена путем пулсне оксиметрије) мери последњи део овог система, док капнографија мери елиминацију угљен-диоксида који може бити од веће клиничке користи од статуса оксигенације.
Током нормалног циклуса дисања, један удах се може поделити на две фазе: фазу удаха и фазу издисања. На почетку инспирације, плућа се шире и угљен-диоксид као слободн гас испуњава плућа. Како се алвеоле пуне овим новим гасом, концентрација угљен-диоксида који испуњава алвеоле зависи од вентилације алвеола и перфузије (протока крви) која испоручује угљен-диоксид за размену. Када започне фаза издисања, запремина плућа се смањује како би е ваздух избацио из респираторног тракта. Запремина угљен-диоксида који се издахне на крају издисаја настаје као нуспроизвод метаболизма ткива у целом телу. Испорука угљен-диоксида до алвеола за издисање зависи од интактног кардиоваскуларног система како би се обезбедио адекватан проток крви из ткива у алвеоле. Ако је срчани минутни волумен (количина крви која се испумпава из срца) смањена, способност транспорта угљен-диоксида се такође смањује што се одражава у смањеној количини угљен-диоксида са истеклим роком трајања. Однос минутног волумена срца и угљен-диоксида на крају овог процеса је линеарна, тако да како се срчани минутни волумен повећава или смањује, количина угљен-диоксида се такође подешава на исти начин. Стога праћење угљен-диоксида на крају издисаја може пружити виталне информације о интегритету кардиоваскуларног система, посебно о томе колико добро је срце у стању да пумпа крв.
Количина угљен-диоксида који се мери током сваког удисаја захтева нетакнут кардиоваскуларни систем за испоруку угљен-диоксида до алвеола које су функционална јединица плућа. Током прве фазе издисања, угљен-диоксид транспортован до плућа као гас заузима одређени простор који није укључен у размену гаса, који се назива мртви простор. Фаза два издисања је када се угљен-диоксид у плућима потискује у респираторни тракт са циљем да напусти тело, што изазива мешање ваздуха из мртвог простора са ваздухом у функционалним алвеолама одговорним за размену гасова. Фаза три је последњи део издисаја која одражава угљен-диоксида само из алвеола, а не из мртвог простора. Ове три фазе су важне за разумевање у клиничким сценаријима јер промена облика и апсолутних вредности може указивати на респираторни и/или кардиоваскуларни компромис.

## Примена
Клинички значај примене капнографије огледа се у оме што се угљен-диоксид који се формира у ћелијама тела као продукт метаболизма, транспортује крвљу и излучује плућа. Због тога промене у издахнутом угљен-диоксиду могу одражавати промене у метаболизму, циркулацији, дисању, дисајним путевима или функцији система за дисање.  У том смислу капнографија се користи у следећим околностима за:
- Процена интегритета дисајних путева,
- Потврда правилно постављене ендотрахеалне цеви. Ово је посебно важно у бучном одељењу за хитну помоћ.
- Предиктор исхода у јединици интензивне неге.
- Потврда интраоперативне компликације (нпр. ваздушна емболија, тромбоемболија, итд.) када масивно смањење ниво угљен-диоксида који се ослобађа на крају издаха настаје као резултат повећаног мртвог простора.
- Употреба у кариопулмоналној реанимацији (напредна кардиоваскуларна животна подршка)
- Процедурално праћење седације.

- Откривање малигне хиперпирексије. Масивно повећање производње угљен-диоксида је узроковано повећаним метаболизмом мишића. Ово повећање се јавља рано пре пораста температуре. Рано откривање овог стања је један од најважнијих разлога за рутинско праћење ниво угљен-диоксида који се ослобађа на крају издаха, након узимања екстазија.

- Рутинско праћење адекватности вентилације.

- Процену ефикасности кардиопулмоналне реанимације ако нема ефективне циркулације, кда угљен-диоксид можда неће бити присутан у плућима. Капнограф није подложан механичким артефактима повезаним са компресијом грудног коша као што је ЕКГ монитор, тако да се компресије грудног коша не морају да прекидају да би се проценила циркулација. Међутим, ако се користи висока доза адреналина,  ниво угљен-диоксида који се ослобађа на крају издаха није добар показатељ метода реанимације.[9]

## Капнограмски модел
Таласни облик капнограма пружа информације о различитим респираторним и срчаним параметрима. Двоструко експоненцијални модел капнограма покушава квантитативно да објасни однос између респираторних параметара и ексхалаторног сегмента таласног облика капнограма. Према моделу, сваки ексхалаторни сегмент таласног облика капнограма прати аналитички израз:
{\displaystyle p_{D}(t)=p_{A}(1-e^{-\alpha }e^{\alpha e^{-t/\tau }})}
у коме је:
- {\displaystyle p_{D}(t)} - представља парцијални притисак угљен-диоксида измерен капнограмом у функцији времена {\displaystyle t} од почетка издисаја.
- {\displaystyle p_{A}} - представља алвеоларни парцијални притисак угљен-диоксида.
- {\displaystyle \alpha } - представља инверзну фракцију мртвог простора (или  однос плимног волумена и запремине мртвог простора).
- {\displaystyle \tau } - представља плућну временску константу (или производ плућног отпора и усаглашености)

Конкретно, овај модел објашњава заобљени облик капнограма у облику пераја ајкуле уочен код пацијената са опструктивном болешћу плућа.